# Adrián Palacios
Adrián José Palacios Hernández (Alberto Adriani, 7 juni 2004) is een Venezolaans voetballer die doorgaans als centrale verdediger speelt. Hij verruilde het Colombiaanse Deportivo Cali in de zomer van 2024 in voor de Belgische club KRC Genk.

## Carrière
Palacios genoot zijn jeugdopleiding in eigen land bij Titanes FC, een club uit de hoofdstad Guanare van de Venezolaanse staat Portuguesa. In de zomer van 2022, werd hij hier op 18-jarige leeftijd opgepikt door de Colombiaanse profclub Deportivo Cali. Palacios zou er in eerste instantie uitkomen voor het onder 20 team van de club. In augustus en september 2022 kreeg hij echter al een handvol speelkansen in het eerste elftal van coach Mayer Candelo. Na diens ontslag sloot Palacios opnieuw aan bij het onder 20 elftal van de club. Aan het begin van 2024 mocht hij definitief aansluiten bij de A-kern van Deportivo Cali. Palacios wist snel een basisplaats te veroveren centraal in de defensie.
Op 21 juni 2024 maakte de Belgische eersteklasser KRC Genk bekend dat het Palacios aangetrokken had. Hij tekende er een contract voor 4 seizoenen. 

## Statistieken
| Seizoen         | Club            | Competitie          | Competitie | Competitie | Beker | Beker | Internat. | Internat. | Totaal | Totaal |
| Seizoen         | Club            | Competitie          | Wed.       | Dlp.       | Wed.  | Dlp.  | Wed.      | Dlp.      | Wed.   | Dlp.   |
| --------------- | --------------- | ------------------- | ---------- | ---------- | ----- | ----- | --------- | --------- | ------ | ------ |
| 2022            | Deportivo Cali  | Categoría Primera A | 5          | 0          | 0     | 0     | 0         | 0         | 5      | 0      |
| 2023            | Deportivo Cali  | Categoría Primera A | 0          | 0          | 0     | 0     | 0         | 0         | 0      | 0      |
| 2024            | Deportivo Cali  | Categoría Primera A | 7          | 0          | 0     | 0     | 0         | 0         | 7      | 0      |
| 2024/25         | KRC Genk        | Eerste Klasse A     | 0          | 0          | 0     | 0     | —         | —         | 0      | 0      |
| Carrière totaal | Carrière totaal | Carrière totaal     | 12         | 0          | 0     | 0     | 0         | 0         | 12     | 0      |